# Oleodotto Trans-Israel
L'oleodotto Trans-Israel (in ebraico: קו צינור אילת אשקלון), anche Tipline, oleodotto Eilat-Ashkelon o oleodotto Europa-Asia è un oleodotto in Israele che si estende dal Golfo di Aqaba sul Mar Rosso al Mar Mediterraneo. È stato originariamente costruito per trasportare petrolio proveniente dall'Iran all'interno di Israele e in Europa.
La capacità dell'oleodotto lungo 254 km, che parte da un molo speciale ad Ashkelon e giunge al porto di Eilat sul Mar Rosso è di 400.000 barili (64.000 m3) al giorno e 1,2 milioni di barili al giorno (190.000 m3/d) nella direzione opposta. La proprietà e la gestione sono della Eilat Ashkelon Pipeline Company (EAPC), che gestisce anche diversi altri oleodotti in Israele.

## Storia
L'oleodotto è stato costruito nel 1968 come una joint venture al 50% tra Israele e Iran. Tuttavia, l'Iran ha cessato di utilizzare l'oleodotto dopo il rovesciamento dello scià Mohammad Reza Pahlavi dovuto alla rivoluzione islamica iraniana del 1979 e con la successiva interruzione delle relazioni tra i due paesi.
Nel 2003, Israele e Russia hanno stipulato un accordo per fornire ai mercati asiatici il petrolio russo consegnato da petroliere provenienti da Novorossiysk e dirette ad Ashkelon e poi ricaricato su petroliere a Eilat per essere spedito in Asia. Il petrolio quindi fluirebbe in direzione opposta a quella originariamente prevista. Questo percorso, dall'Europa all'Asia, è più breve di quello tradizionale in Africa e più economico di quello attraverso il Canale di Suez.
Nel dicembre 2014, una breccia vicino all'estremità meridionale dell'oleodotto ha provocato una massiccia fuoriuscita di petrolio nella Riserva naturale di Evrona.
Nel settembre 2020 è stato raggiunto un accordo preliminare per il trasporto del petrolio degli Emirati dal Mar Rosso al Mediterraneo attraverso l'oleodotto.

### Reclamo giuridico da parte dell'Iran
Dopo il sequestro del gasdotto nel 1979, l'Iran ha intentato una richiesta di risarcimento contro Israele. Il 27 giugno 2016, il Tribunale federale svizzero ha deciso il caso a favore dell'Iran con un risarcimento di $ 1,1 miliardi più interessi.